# Championnat du Zimbabwe de football 2015
Navigation
Saison suivante Saison suivante
La saison 2015 du Championnat du Zimbabwe de football est la cinquante-troisième édition de la première division professionnelle au Zimbabwe à poule unique, la National Premier Soccer League. Seize clubs prennent part au championnat qui prend la forme d'une poule unique où toutes les équipes se rencontrent deux fois au cours de la saison. En fin de saison, les quatre derniers du classement sont directement relégués et remplacés par les quatre vainqueurs des poules régionales de Division One.
C'est le club de Chicken Inn qui remporte le championnat cette saison après avoir terminé en tête du classement final, avec quatre points d’avance sur le quadruple tenant du titre, Dynamos FC Harare et six sur le FC Platinum. C'est le tout premier titre de champion du Zimbabwe de l'histoire du club.

## Les clubs participants
- ZPC Kariba FC
- CAPS United
- Dongo Sawmills - Promu de Division One
- How Mine FC
- Buffaloes FC
- Flame Lily FC - Promu de Division One
- Triangle FC
- FC Platinum
- Highlanders FC
- Dynamos FC Harare
- Whawha FC - Promu de Division One
- Harare City FC
- Chapungu United
- Chicken Inn
- Tsholotsho FC - Promu de Division One
- Hwange FC

## Compétition
Le barème de points servant à établir le classement se décompose ainsi :
- Victoire : 3 points
- Match nul : 1 point
- Défaite : 0 point

### Classement
| Rang | Équipe             | Pts | J  | G  | N  | P  | Bp | Bc | Diff |
| ---- | ------------------ | --- | -- | -- | -- | -- | -- | -- | ---- |
| 1    | Chicken Inn        | 61  | 30 | 18 | 7  | 5  | 45 | 23 | +22  |
| 2    | Dynamos FC HarareT | 57  | 30 | 15 | 12 | 3  | 36 | 20 | +16  |
| 3    | FC Platinum        | 55  | 30 | 15 | 10 | 5  | 52 | 23 | +29  |
| 4    | Triangle FC        | 49  | 30 | 13 | 10 | 7  | 46 | 25 | +21  |
| 5    | CAPS United        | 46  | 30 | 11 | 13 | 6  | 29 | 23 | +6   |
| 6    | Highlanders FC     | 41  | 30 | 11 | 8  | 11 | 37 | 31 | +6   |
| 7    | Harare City FCC    | 39  | 30 | 8  | 15 | 7  | 29 | 27 | +2   |
| 8    | Hwange FC          | 39  | 30 | 9  | 12 | 9  | 32 | 32 | 0    |
| 9    | Chapungu United    | 39  | 30 | 9  | 12 | 9  | 26 | 27 | -1   |
| 10   | ZPC Kariba FC      | 38  | 30 | 9  | 11 | 10 | 40 | 37 | +3   |
| 11   | How Mine FC        | 35  | 30 | 8  | 11 | 11 | 28 | 34 | -6   |
| 12   | Tsholotsho FCP     | 31  | 30 | 6  | 13 | 11 | 20 | 30 | -10  |
| 13   | Buffaloes FC       | 29  | 30 | 6  | 11 | 13 | 23 | 41 | -18  |
| 14   | Flame Lily FCP     | 26  | 30 | 4  | 14 | 12 | 24 | 35 | -11  |
| 15   | Whawha FCP         | 23  | 30 | 4  | 11 | 15 | 17 | 51 | -34  |
| 16   | Dongo SawmillsP    | 22  | 30 | 4  | 10 | 16 | 18 | 43 | -25  |

|  | Qualification pour la Ligue des champions 2016                                      |
|  | Qualification pour la Coupe de la confédération 2016                                |
|  | Relégation en deuxième division                                                     |
|  | T : Tenant du titre C : Vainqueur de la Coupe du Zimbabwe P : Promu de Division One |

## Bilan de la saison
| Championnat du Zimbabwe de football 2015 |                         |
| Champion                                 | Chicken Inn (1er titre) |
| Coupes et trophées                       |                         |
| Vainqueur de la Coupe du Zimbabwe 2015   | Harare City FC          |
| Qualifications continentales             |                         |
| Ligue des champions 2016                 | Chicken Inn             |
| Coupe de la confédération 2016           | Harare City FC          |
| Promotions et relégations                |                         |
| Promus en National Premier Soccer League | Ngezi Platinum          |
| Promus en National Premier Soccer League | Bulawayo City FC        |
| Promus en National Premier Soccer League | Border Strikers FC      |
| Promus en National Premier Soccer League | Mutare City FC          |
| Relégués en Division One                 | Buffaloes FC            |
| Relégués en Division One                 | Flame Lily FC           |
| Relégués en Division One                 | Whawha FC               |
| Relégués en Division One                 | Dongo Sawmills          |